# Pavel Mogilevets
Bản mẫu:Eastern Slavic name
Pavel Sergeyevich Mogilevets (tiếng Nga: Павел Сергеевич Могилевец; sinh ngày 25 tháng 1 năm 1993) là một cầu thủ bóng đá người Nga thi đấu ở vị trí tiền vệ trung tâm cho câu lạc bộ tại Giải bóng đá ngoại hạng Nga F.K. Rubin Kazan.

## Sự nghiệp câu lạc bộ
Anh có màn ra mắt tại Giải bóng đá ngoại hạng Nga vào ngày 19 tháng 5 năm 2013 cho F.K. Zenit St. Petersburg trong trận đấu với F.K. Volga Nizhny Novgorod.

## Quốc tế
Anh có màn ra mắt cho Đội tuyển bóng đá quốc gia Nga vào ngày 26 tháng 5 năm 2014 trong trận giao hữu với Slovakia. Vào ngày 6 tháng 6 năm 2014, anh thay cho Roman Shirokov bị chấn thương trong đội hình Nga tham dự Giải vô địch bóng đá thế giới 2014.

## Thống kê sự nghiệp

### Câu lạc bộ
Tính đến 13 tháng 5 năm 2018
| Câu lạc bộ                   | Mùa giải             | Giải vô địch                | Giải vô địch | Giải vô địch | Cúp     | Cúp       | Châu lục | Châu lục  | Tổng cộng | Tổng cộng |
| Câu lạc bộ                   | Mùa giải             | Hạng đấu                    | Số trận      | Bàn thắng    | Số trận | Bàn thắng | Số trận  | Bàn thắng | Số trận   | Bàn thắng |
| ---------------------------- | -------------------- | --------------------------- | ------------ | ------------ | ------- | --------- | -------- | --------- | --------- | --------- |
| F.K. Zenit Sankt Peterburg   | 2011–12              | Giải bóng đá ngoại hạng Nga | 0            | 0            | 0       | 0         | 0        | 0         | 0         | 0         |
| F.K. Zenit Sankt Peterburg   | 2012–13              | Giải bóng đá ngoại hạng Nga | 2            | 0            | 0       | 0         | 0        | 0         | 2         | 0         |
| F.K. Zenit Sankt Peterburg   | 2013–14              | Giải bóng đá ngoại hạng Nga | 0            | 0            | 0       | 0         | 2        | 0         | 2         | 0         |
| F.K. Zenit-2 Sankt Peterburg | 2013–14              | PFL                         | 13           | 2            | –       | –         | –        | –         | 13        | 2         |
| F.K. Rubin Kazan             | 2013–14              | Giải bóng đá ngoại hạng Nga | 11           | 2            | –       | –         | –        | –         | 11        | 2         |
| F.K. Rubin Kazan             | 2014–15              | Giải bóng đá ngoại hạng Nga | 5            | 0            | –       | –         | –        | –         | 5         | 0         |
| F.K. Zenit Sankt Peterburg   | 2014–15              | Giải bóng đá ngoại hạng Nga | 9            | 0            | 2       | 0         | 3        | 0         | 14        | 0         |
| F.K. Zenit-2 Sankt Peterburg | 2014–15              | PFL                         | 3            | 0            | –       | –         | –        | –         | 3         | 0         |
| F.K. Zenit-2 Sankt Peterburg | Tổng cộng (2 spells) | Tổng cộng (2 spells)        | 16           | 2            | 0       | 0         | 0        | 0         | 16        | 2         |
| F.K. Rostov                  | 2015–16              | Giải bóng đá ngoại hạng Nga | 26           | 1            | 0       | 0         | –        | –         | 26        | 1         |
| F.K. Zenit Sankt Peterburg   | 2016–17              | Giải bóng đá ngoại hạng Nga | 1            | 0            | 1       | 0         | 0        | 0         | 2         | 0         |
| F.K. Zenit Sankt Peterburg   | Tổng cộng (3 spells) | Tổng cộng (3 spells)        | 12           | 0            | 3       | 0         | 5        | 0         | 20        | 0         |
| F.K. Rostov                  | 2016–17              | Giải bóng đá ngoại hạng Nga | 7            | 0            | –       | –         | 0        | 0         | 7         | 0         |
| F.K. Rostov                  | 2017–18              | Giải bóng đá ngoại hạng Nga | 12           | 0            | 2       | 0         | –        | –         | 14        | 0         |
| F.K. Rostov                  | Tổng cộng (2 spells) | Tổng cộng (2 spells)        | 45           | 1            | 2       | 0         | 0        | 0         | 47        | 1         |
| F.K. Rubin Kazan             | 2017–18              | Premier League              | 8            | 0            | –       | –         | 0        | 0         | 8         | 0         |
| F.K. Rubin Kazan             | Tổng cộng (2 spells) | Tổng cộng (2 spells)        | 24           | 2            | 0       | 0         | 0        | 0         | 24        | 2         |
| Tổng cộng sự nghiệp          | Tổng cộng sự nghiệp  | Tổng cộng sự nghiệp         | 97           | 5            | 5       | 0         | 5        | 0         | 107       | 5         |

## Danh hiệu
Zenit Sankt Peterburg
- Giải bóng đá ngoại hạng Nga: 2014–15